# Campionati canadesi di ski cross 2010
I Campionati canadesi di ski cross 2010 si sono svolti a Calgary il 27 marzo. Il programma ha incluso sia la gara femminile che la gara maschile. 
Trattandosi di competizioni valide anche ai fini del punteggio FIS, vi hanno partecipato anche sciatori di altre federazioni, senza che questo consentisse loro di concorrere al titolo nazionale canadese.

## Risultati

### Uomini
| Pos. | Atleta        | Nazione     |
| ---- | ------------- | ----------- |
| 1    | Stanislas Rey | Canada      |
| 2    | Sven Winter   | Canada      |
| 3    | Ian Deans     | Canada      |
| 4    | Patrick Duran | Stati Uniti |

### Donne
| Pos. | Atleta             | Nazione   |
| ---- | ------------------ | --------- |
| 1    | Aleisha Cline      | Canada    |
| 2    | Marielle Thompson  | Canada    |
| 3    | Danielle Poleschuk | Canada    |
| 4    | Brooke Dunleavy    | Australia |